# فوئنته دل برو
فوئنته دل برو (اسپانیایی: Fuente del Berro‎) یکی از محله‌های شهر مادرید است که در بخش سالامانکا واقع شده‌است. این محله ۰٫۸۵۲۵۷۹ کیلومتر مربع وسعت و مطابق آمار مارس ۲۰۲۰ میلادی، ۲۱٬۳۴۱ نفر جمعیت دارد. پارک کینتا و برج مشهور اسپانیا در این محله واقع شده‌اند.